# Cruel Restaurant
Cruel Restaurant (残酷飯店?, Zankoku hanten) è un film del 2008, diretto da Kôji Kawano. Fa parte del V-Cinema, essendo uscito direttamente in home video.

## Trama
Il ristorante di Lin, una donna dallo sguardo innocente, riscuote un ottimo successo grazie alla specialità della casa, i ravioli Tougen. In seguito alla scoperta di una mano mozzata e a una serie di persone che sono scomparse nella zona, la polizia inizia a indagare, sospettando del cuoco Chin. Inoltre una donna sospetta che la sorella scomparsa sia stata uccisa nel ristorante di Lin, e una giornalista decide di indagare per conto proprio. Tutte queste persone credono che nel ristorante si facciano a pezzi i cadaveri.
Dopo che alcune persone sono state uccise nel ristorante davanti ai suoi occhi, Lin ha ripetuti incubi in cui vede se stessa mozzare teste e fare a pezzi le persone. Con il passare del tempo Goro, uno dei poliziotti che indaga sul caso, si convince che nel ristorante di Lin si usi carne umana. Goro è però convinto anche dell'innocenza di Lin, e le sue attenzioni si rivolgono a Chin, che inizia a comportarsi in maniera strana.
Dopo altre orribili morti, Goro e Lin scoprono finalmente il colpevole: è Chin, che ha ucciso tutti coloro che cercavano il segreto dei ravioli Tougen per difendere Lin e l'onore del ristorante. Dopo aver detto questo, Chin impazzisce completamente e tenta di stuprare Lin, ma non ci riesce e si uccide.
Goro, rimasto solo con Lin, scopre finalmente il vero segreto dei ravioli Tougen. Svegliandosi, vede infatti Lin nuda distesa sul tavolo, che si infila i ravioli nella vagina e quindi li espelle. Assaggiati i ravioli, Goro li trova squisiti e Lin gli dice che è anche per merito suo, e che adesso è lui il guardiano dei ravioli Tougen.